# ホームU
ホームUはかつてNTTドコモが提供していたFOMA/無線LANデュアル端末を利用した、家庭用向けのFMC（Fixed Mobile Convergence）サービスである。

## 概要
自宅などで「ホームU」対応の無線LANアクセスポイント（ホームU対応アンテナと言う）とブロードバンド回線のフレッツを接続することにより、最大54Mビット/秒の無線LAN (IEEE 802.11a/b/g) 機能を備えたFOMA/無線LANデュアル端末において、無線LAN・フレッツ経由によるiモード（フルブラウザ込）パケット通信の通信料が不要（無料）となるサービスである。また、IPセントレックス（ドコモにおけるビジネスmoperaIPセントレックス）の応用により、ホームUにおいては対応端末がIP電話となり相互間の通話が無料で行える。
以下のような特徴をもつ。
- ホームUユーザー間の通話が遠隔地であっても内線電話のように無料となる（両方とも自宅などホームUアンテナ圏内にいることが条件）
- ホームU一契約につき、一台のアンテナに対応電話機を6台（回線）まで追加することができる。
- ホームUでのiモード通信は最大54Mbpsの高速通信が可能。また、パケット通信料が発生しない。
- ホームU圏内のみでiモードを使用する場合、理論上はFOMA新料金プランとホームUの料金のみで利用できる。最安は月額1785円（タイプSS バリュー（ひとりでも割50）+iモード+ホームUの合計）+フレッツ回線料となる。ただし、カタログ上ではパケ・ホーダイ ダブルとの併用を推奨している。
- ホームU圏内から公衆回線（他のFOMA含む）への発信通話が通常より3割安（FOMA新料金プランが対象）[1]になる。

一方、デメリットとして
- フレッツ回線以外のブロードバンド接続（他事業者のADSL・直収電話・CATV・UCOM・auひかり等）を既に利用している場合は、ホームUの申込にあたって回線を切り替えなければならず障壁が高い。
- auのWi-Fi WINやソフトバンクモバイルのケータイWi-Fiと違い、無線LANによるIP接続サービス（iモード等）への接続が、ホームU設備（アンテナとフレッツ回線）を設置・接続した自宅等でしか使用できない。（逆に両者ではWi-FiによるIPセントレックスは対応していないデメリットがある。）
- ホームUエリア外でiモードなどのパケット通信を繁用し、パケ・ホーダイの定額上限額まで日常的に使用している場合、ホームU接続によるパケット通信料の削減による料金低減が期待できない。

といった点が挙げられる。
なお、2009年11月18日より、宅内のフレッツ回線を用いて小型フェムトセル基地局を設置する「マイエリア」が開始された（構内基地局の位置づけのため2.1GHz帯を使用し、圏内であっても公衆回線のみなし利用として通信料が発生する点がホームUと異なる）。
2011年8月31日に後述のワンナンバーも含めた新規受付が終了し、2012年8月31日にはサービス自体が終了。要因としては対応機種が限られている事やスマートフォンの普及により、自宅のWi-Fi環境を利用するユーザーが増えた事による通信環境の変化などが上げられる。

### ワンナンバー
サービス開始当初はホームUとFOMA回線を区別するため、ホームU利用には050の番号が付与されて発着信を行っていたが（ドッチーモと同様）、2008年10月1日より、090／080番号での発着信ができるサービス「ワンナンバー（ホームU）」の提供が開始された。

## 利用条件
ホームUを利用するためには以下の条件が必要になる。
- 利用可能なブロードバンド回線（ADSLは低速の場合は利用に支障が生じるため注意が必要）
  - NTT東日本
    - フレッツADSL・Bフレッツ・フレッツ光 ネクスト

  - NTT西日本
    - フレッツADSL・Bフレッツ・フレッツ光 プレミアム
- 利用可能ホームアンテナ[3]
  - バッファロー・コレガ・NEC・プラネックスコミュニケーションズ・NTT製
- 利用可能なOS（「ホームU設定ソフト」を動作させるため）
  - Windows XP
  - Windows Vista
  - Windows 7（32ビット版・64ビット版とも対応。）
- その他
  - 1アンテナにつき、同時利用可能回線は6回線までとなる。

### ホームU対応FOMA機種
- N906iL onefone
- N-06A
- N-02B
- N-04B
- N-08B
- N-02C
- N-05C
- CA-01C

## 利用料金
- ホームU利用料金 : 490円/月
- ワンナンバー利用料金 : 157.5円/月
- パケット通信料（ホームU内） : 無料